# Сернанде
Сернанде (порт. Sernande)  —  район (фрегезия) в Португалии,  входит в округ Порту. Является составной частью муниципалитета  Фелгейраш. По старому административному делению входил в провинцию Дору-Литорал. Входит в экономико-статистический  субрегион Тамега, который входит в Северный регион. Население составляет 891 человек на 2001 год. Занимает площадь 1,26 км².
Покровителем района считается Иоанн Креститель (порт. S. João Baptista). 